# Escoles Roig
Les Escoles Roig són una obra del municipi de Torredembarra (Tarragonès) inclosa en l'Inventari del Patrimoni Arquitectònic de Catalunya.

## Descripció
Les escoles Roig de Torredembarra, són un edifici quadrat, amb planta baixa i pis. La data de construcció (1892) es pot observar al pis alt de l'habitatge, concretament a la part central damunt de la finestra tripartita. La planta baixa presenta dues portes d'accés enlairades damunt d'una petita escalinata, sobresortint del cos central podem observar dues ales a banda i banda de la planta baixa amb finestres bipartides, tres a cada costat que presenten una perfecta simetria. Damunt de la planta baixa i la seva part central, apareix el primer pis amb finestra tripartita i dues finestres petites i senzilles al costat.

## Història
L'edifici va ser promogut per l'indià Antoni Roig i Copons (1817-1885), és un dels exemples d'emigrants catalans que va marxar a Amèrica cercant nous horitzons. A la seva tornada per voluntat expressa en el seu testament decideix invertir part del seu capital en educació.
El Patronat Antoni Roig es va formar després de la seva mort per complir les seves voluntats: que es desenvolupés la instrucció pública i es proporcionés una dot a noies pobres del poble quan es casessin. L'any 1996, es construeix una escola nova. Actualment l'edifici històric, és la seu de serveis municipals d'ensenyament i benestar social i de diverses entitats del municipi.